# Wave, Listen to Me!
Wave, Listen to Me! (jap. 波よ聞いてくれ Nami yo kiite kure) – manga autorstwa Hiroakiego Samury, publikowana na łamach magazynu „Gekkan Afternoon” wydawnictwa Kōdansha od lipca 2014.
Na jej podstawie studio Sunrise wyprodukowało serial anime, który emitowano od kwietnia do czerwca 2020. Adaptacja w formie TV dramy była emitowana na antenie TV Asahi od kwietnia do czerwca 2023.

## Fabuła
Minare Koda, pracownica w małej restauracji w Sapporo, próbuje poradzić sobie z trudnym rozstaniem z byłym chłopakiem. W ramach odreagowania, pod wpływem alkoholu wylewa swoje frustracje przed starszym mężczyzną siedzącym obok niej w lokalnym barze. Następnego dnia odkrywa, że mężczyzna jest producentem w pobliskiej stacji radiowej, która nadała jej pijane wywody na antenie.
Kiedy głos Minare zapewnia jej większą popularność niż praca w restauracji, zostaje ona prowadzącą nocnego talk-show w tej samej stacji. Próbując pogodzić pracę w radiu z codziennym życiem, stara się zarobić na swoje utrzymanie.

## Bohaterowie
- Minare Koda (jap. 鼓田 ミナレ Koda Minare)

Seiyū: Riho Sugiyama 
- Kanetsugu Matō (jap. 麻藤 兼嗣 Matō Kanetsugu)

Seiyū: Shinshū Fuji 
- Mizuho Nanba (jap. 南波 瑞穂 Nanba Mizuho)

Seiyū: Manaka Iwami 
- Katsumi Kureko (jap. 久連木 克三 Kureko Katsumi)

Seiyū: Kazuhiro Yamaji 
- Madoka Chishiro (jap. 茅代 まどか Chishiro Madoka)

Seiyū: Sayaka Ōhara 
- Ryūsuke Kōmoto (jap. 甲本 龍丞 Kōmoto Ryūsuke)

Seiyū: Kaito Ishikawa 
- Chūya Nakahara (jap. 中原 忠也 Nakahara Chūya)

Seiyū: Masaaki Yano 
- Makie Tachibana (jap. 城華 マキエ Tachibana Makie)

Seiyū: Mamiko Noto 
- Yoshiki Takarada (jap. 宝田 嘉樹 Takarada Yoshiki)

Seiyū: Bin Shimada 
- Mitsuo Suga (jap. 須賀 光雄 Suga Mitsuo)

Seiyū: Daisuke Namikawa 
- Shinji Oki (jap. 沖 進次 Oki Shinji)

Seiyū: Kōki Uchiyama 

## Manga
Pierwszy rozdział mangi został opublikowany 25 lipca 2014 w magazynie „Gekkan Afternoon”. Następnie wydawnictwo Kōdansha rozpoczęło zbieranie rozdziałów do wydań w formacie tankōbon, których pierwszy tom ukazał się 22 maja 2015. Według stanu na 23 kwietnia 2024, do tej pory wydano 11 tomów.
| Nr | Data wydania (język japoński) | ISBN (język japoński)  |
| -- | ----------------------------- | ---------------------- |
| 1  | 22 maja 2015                  | ISBN 978-4-06-388058-8 |
| 2  | 23 lutego 2016                | ISBN 978-4-06-388125-7 |
| 3  | 22 listopada 2016             | ISBN 978-4-06-388214-8 |
| 4  | 22 września 2017              | ISBN 978-4-06-388288-9 |
| 5  | 23 lipca 2018                 | ISBN 978-4-06-511983-9 |
| 6  | 22 marca 2019                 | ISBN 978-4-06-514837-2 |
| 7  | 23 grudnia 2019               | ISBN 978-4-06-517924-6 |
| 8  | 23 października 2020          | ISBN 978-4-06-521107-6 |
| 9  | 21 stycznia 2022              | ISBN 978-4-06-526548-2 |
| 10 | 21 kwietnia 2023              | ISBN 978-4-06-531373-2 |
| 11 | 23 kwietnia 2024              | ISBN 978-4-06-535140-6 |

## Anime
Adaptacja w formie telewizyjnego serialu anime została zapowiedziana w październiku 2019. Seria została zanimowana przez studio Sunrise i wyreżyserowana przez Tatsumę Minamikawę. Scenariusz napisał Shōji Yonemura, postacie zaprojektował Takumi Yokota, a muzykę skomponował Motoyoshi Iwasaki. Anime było emitowane od 4 kwietnia do 20 czerwca 2020 w bloku programowym Animeism na kanałach MBS, TBS i BS-TBS, a także HBC. Motywem otwierającym jest „Aranami” w wykonaniu Tacica, natomiast końcowym „Pride” autorstwa Harumi. Prawa do streamingu serii zakupił Crunchyroll.

## TV drama
Adaptacja w formie TV dramy została ogłoszona 21 lutego 2023. Za reżyserię na podstawie scenariusza Kazunao Furuyi odpowiadali Takashi Sumida, Osamu Katayama i Hisashi Ueda, a muzykę skomponowali Yuki Hayashi i Shōgo Yamashiro. Serial był emitowany w TV Asahi i innych stacjach od 21 kwietnia do 9 czerwca 2023.

### Obsada
Opracowano na podstawie źródła.
- Fūka Koshiba – Minare Koda
- Kazuki Kitamura – Kanetsugu Matō
- Nanoka Hara – Mizuho Nanba
- Mantarō Koichi – Katsumi Kureko
- Aya Hirano – Madoka Chishiro
- Ryōta Katayose – Chūya Nakahara
- Yurika Nakamura – Makie Tachibana
- Mizuki Nishimura – Yoshiki Takarada